# Tage Reedtz-Thott
Kjeld Thor Tage Otto Reedtz-Thott (Gavnø, 13 de Março de 1839 – Gavnø, 27 de Novembro de 1923) foi um político da Dinamarca. Ocupou o cargo de primeiro-ministro da Dinamarca.

## Biografia
Tage Reedtz-Thott nasceu no Castelo de Gavnø na ilha de Gavnø perto de Naestved, Dinamarca. Ele era filho do barão Otto Reedtz-Thott (1785-1862) e de Karen Julie Elisabeth Frederikke Fønns (1814-1844). Ele se formou cand. fil. em 1860. Ele continuou seus estudos em Genebra e Paris.
Em 1886, foi eleito para o Folketing e, em 1892, tornou-se ministro das Relações Exteriores da Dinamarca. Tornou-se presidente do Conselho da Dinamarca em 1894 e renunciou em 1897. Tornou-se membro da Comissão de Defesa em 1902 e em 1906 da Comissão do Ministério de Relações Exteriores e Diplomacia. Ele teve um assento no Comitê Eclesiástico em 1904-1907. Em 1910 não foi reeleito para o Folketing. Ele morreu em 1923 em Gavnø e foi enterrado na Igreja Vejlø (Vejlø Kirke) em Næstved.